# ميشيل كاسترو
ميشيل كاسترو (بالإسبانية: Michelle Castro)‏ (9 أبريل 1989 مدينة مكسيكو المكسيك - ) هو لاعب كرة قدم مكسيكي، يلعب كلاعب وسط.

## روابط خارجية
- ميشيل كاسترو على موقع قاعدة بيانات كرة القدم.إي يو (الإنجليزية)
- ميشيل كاسترو على موقع Soccerway.com (الإنجليزية)